# Владислав Граматик
Владислав Граматик (болг. Владислав Граматик) — середньовічний болгарський письменник, перекладач, упорядник збірок, переписувач і каліграф XV століття. Писав давньоболгарською мовою. Працював у різних монастирях Північної Македонії. Вважається пізнім представником Тирновської книжної школи. Єдиний відомий авторський твір Владислава Граматика — «Оповідання про перенесення мощей Івана Рильського в Рильський монастир» («Рильска повість»). Він є продовженням «Житія Івана Рильського» Євфимія Тирновськаго.
Його тексти були впорядковані хронологічно, починаючи зі Збірки 1465, а потім — з Загребська збірка (1469), Збірка Адріанті (1473), Рильський панегірик (1479) і дві інші збірки текстів, складених у 1470-х і 1480-х роках відповідно.

## Життєвий шлях
Владислав народився близько 1420 р. в селі Ново-Брдо (нині Косово), Сербська деспотовина. Ново Брдо захопили османи в 1455 році, а деспотовина впала у 1459 році. Історики стверджують, що Владислав отримав освіту в школі Костянтина Філософа. У 1455 році переїхав до села Младо Нагорічане, на північ від Куманова. Більшу частину життя Владислав провів у монастирі біля підніжжя гори Скопська Чорна Гора. Є докази того, що він зупинявся і в Рильському монастирі.
Клаус Трот зазначає, що його мова носить риси сербської мови з околиць Ново Брдо. Його мова, хоча і відображає сербські фонетичні особливості, має також болгарські морфологічні та синтаксичні особливості.

## Переписи і збірки
- «Межі» — збірка 1456 р.
- «Загребська збірка» («Загребський панегірик») — 1469 р.
- Збірка 1473 р.
- «Рильська збірка» («Рильський панегірик») — 1479 р.
- «Шестоднєв»
- «Збірка слів і житій»
- Панегірик 1483 р.